# Corvida

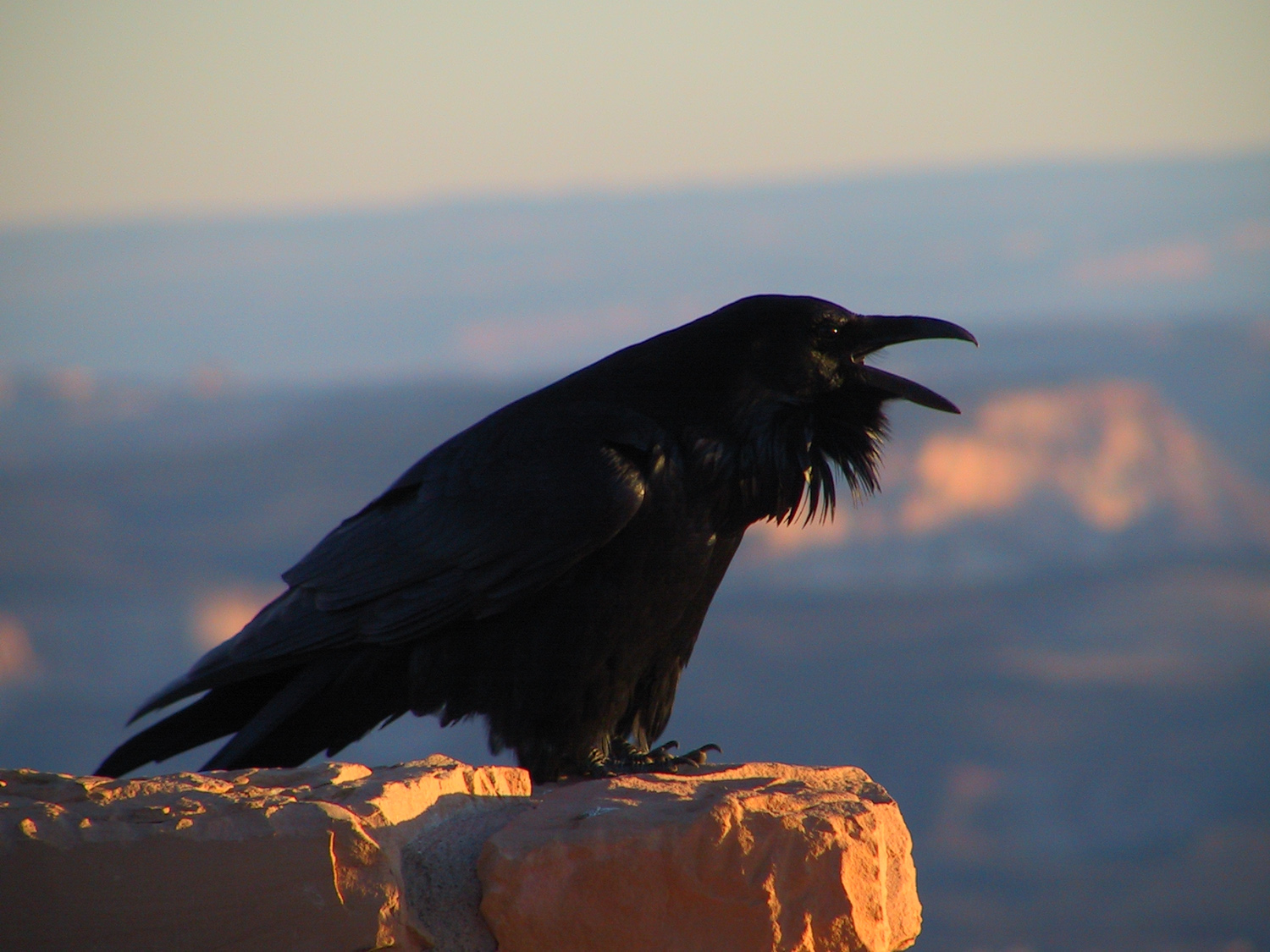
Corvus corax (Grand Corbeau).

Les Corvida ont été l'un des deux infra-ordres contenus dans le sous-ordre des Passeri, tel que proposé dans la classification de Sibley-Ahlquist, le second étant celui des Passerida.
Des recherches plus récentes suggèrent qu'il ne s'agit pas d'un clade mais d'un grade évolutif. Aussi, cet infraordre est abandonné dans les classifications modernes et a été remplacé par un certain nombre de super-familles qui sont considérées comme plus basales parmi les Passeri.
Il semble que l'élevage coopératif - présent chez la plupart des membres des familles de Maluridae, Meliphagidae, Artamidae et Corvidae, entre autres - est une apomorphie commune de ce groupe. Mais comme en témoigne la nouvelle phylogénie, ce caractère est plutôt le résultat d'une évolution parallèle, peut-être parce qu'au début des Passeri ont dû affronter de nombreux oiseaux au comportement écologiquement similaire.

## Classification des familles dans les Corvida
Ce tableau répertorie, par ordre taxonomique, les familles placées dans "Corvida" par la taxinomie de Sibley-Ahlquist dans la colonne de gauche. La colonne de droite contient les détails de leur classification dans la systématique moderne.
Les Corvoidea et les Meliphagoidea sont placés parmi les Passeri primitifs. Ils forment, cependant, des groupes assez grands pour avoir leurs propres super-familles.
| Famille           | Classification moderne                                                                                         |
| ----------------- | --- |
| Menuridae         | Plus primitifs des Passeri, proches des Atrichornithidae                                                       |
| Atrichornithidae  | Plus primitifs des Passeri, proches des Menuridae                                                              |
| Climacteridae     | Passeri primitifs, proches des Ptilonorhynchidae et des Turnagridae                                            |
| Maluridae         | Meliphagoidea. Éclatés en plusieurs familles.                                                                  |
| Meliphagidae      | Meliphagoidea                                                                                                  |
| Pardalotidae      | Meliphagoidea. Éclatés en plusieurs familles; les vrais Pardalotidae pourraient appartenir aux Meliphagidae    |
| Petroicidae       | Passeri incertae sedis                                                                                         |
| Orthonychidae     | Passeri incertae sedis, proches des Pomatostomidae                                                             |
| Pomatostomidae    | Passeri incertae sedis, proches des Orthonychidae                                                              |
| Cinclosomatidae   | Corvoidea incertae sedis, relations avec les Pachycephalidae non résolues                                      |
| Neosittidae       | Corvoidea |
| Pachycephalidae   | Corvoidea incertae sedis, très probablement paraphylétiques et relations avec les Cinclosomatidae non résolues |
| Dicruridae        | Corvoidea, probablement paraphylétiques                                                                        |
| Campephagidae     | Corvoidea |
| Oriolidae         | Corvoidea |
| Icteridae         | Passerida: Passeroidea                                                                                         |
| Artamidae         | Corvoidea |
| Paradisaeidae     | Corvoidea |
| Corvidae          | Corvoidea |
| Corcoracidae      | Corvoidea |
| Irenidae          | Passeri incertae sedis; proches des Passeroidea ou Regulidae                                                   |
| Laniidae          | Corvoidea |
| Prionopidae       | Corvoidea |
| Malaconotidae     | Corvoidea |
| Vireonidae        | Corvoidea |
| Vangidae          | Corvoidea |
| Ptilonorhynchidae | Passeri primitifs, proches des Climacteridae et des Turnagridae                                                |
| Turnagridae       | Passeri primitifs, proches des Climacteridae et des Ptilonorhynchidae                                          |
| Callaeidae        | Corvoidea? |

De plus ces trois familles n'étaient pas incluses dans les Corvida même si leurs relations étroites avec les taxons précédents auraient dû les y placer :
| Famille          | Classification de Sibley-Ahlquist            | Classification moderne |
| ---------------- | -------------------------------------------- | ---------------------- |
| Melanocharitidae | Passerida                                    | Corvoidea              |
| Paramythiidae    | Passerida (inclus dans les Melanocharitidae) | Corvoidea              |
| Platysteiridae   | Passerida (inclus dans les Muscicapidae)     | Corvoidea              |